# Yuxarı Velik
Yuxarı Velik (ryska: Kochev’ye Yukhary-Velik) är en ort i Azerbajdzjan.   Den ligger i distriktet Lerik Rayonu, i den södra delen av landet, 230 km sydväst om huvudstaden Baku. Yuxarı Velik ligger 1 413 meter över havet och antalet invånare är 299.
Terrängen runt Yuxarı Velik är huvudsakligen kuperad, men åt sydost är den bergig. Närmaste större samhälle är Hamoşam, 7,3 km öster om Yuxarı Velik. 
Trakten runt Yuxarı Velik består i huvudsak av gräsmarker. Runt Yuxarı Velik är det ganska tätbefolkat, med 129 invånare per kvadratkilometer.